# بيرني أونيل
بيرني أونيل (بالإنجليزية: Bernie O'Neill)‏ هو لاعب كرة القدم الغالية أيرلندي، ولد في 1945 في Adrigole ‏ في جمهورية أيرلندا.